# 12012 Kitahiroshima
12012 Kitahiroshima este un asteroid din centura principală de asteroizi.

## Descriere
12012 Kitahiroshima este un asteroid din centura principală de asteroizi. A fost descoperit pe 7 noiembrie 1996 la Kitami de Kin Endate și Kazuro Watanabe. Asteroidul prezintă o orbită caracterizată de o semiaxă mare de 2,28 ua, o excentricitate de 0,15 și o înclinație de 7,2° în raport cu ecliptica.